# Xulio Vixil
Xulio Vixil Castañón (1964, San Julián, Bimenes) filólogo, profesor y escritor español en lengua asturiana
Nacido en Bimenes. Se licenció en Filología Hispánica en la Universidad de Oviedo. 
En 1987 ganó el concurso de poesía de la Academia de la Lengua Asturiana y en 1992 el concurso de creación literaria Lorenzo Novo Mier, también de la Academia. Estos dos premios lo sitúan en firme dentro de las letras asturianas. 
En su aportación a la narrativa asturiana se puede señalar el libro de relatos Silvia la Negra y sus novelas El paraísu blancu y L'inmoral. Con esta última obra, Xulio Vixil Castañón presenta una de las creaciones más innovadoras de la historia de la literatura asturiana. Aparte de su labor como creador, también colabora en revistas como Lletres asturianes y Lliteratura. 
Militante de la Junta por la Defensa de la Lengua Asturiana y autor de trabajos de investigación lingüística y sociolingüística, tiene un programa en la emisora Radio Sele. En la actualidad se desempeña como profesor de asturiano en el IES Cristo del Socorro.

## Obras
- A la gueta l'alba (1987)
- El paraísu blancu (1992)
- Silvia la negra (1993)
- El suañu de los vivos (1994)
- L'inmoral (2005)
- Miel amargo (2023)